# Payam (Verwaltungseinheit)
Payam ist eine Verwaltungseinheit der mittleren Ebene, unterhalb der Counties, im Südsudan. Payams müssen mindestens 25.000 Einwohner haben. Sie sind weiter unterteilt in eine variable Anzahl von Bomas. 2017 gab es im Südsudan 540 payams und 2500 bomas.
Die Verwaltungseinheit wurde von den Streitkräften des Südsudan (SPLM/A) eingeteilt und ratifiziert von der National Convention of New Sudan. Die vergleichbare Einheit im benachbarten Kenia und Uganda ist das Sub-County.